# Morinda kanalensis
Morinda kanalensis är en måreväxtart som beskrevs av Henri Ernest Baillon och André Guillaumin. Morinda kanalensis ingår i släktet Morinda och familjen måreväxter. Inga underarter finns listade i Catalogue of Life.